# Скарбниця (Тиниця)
Скарбниця — пам'ятка архітектури національного значення в Тиниці . Пошкоджена, не реставрована. Будівля не використовується.

## Історія
Постановою Кабінету Міністрів УРСР від 06.09.1979 № 442 « Про доповнення списку пам'яток містобудування та архітектури Української РСР, які перебувають під охороною держави» пам'ятка архітектури національного значення з охоронною № 1772 під назвою "Скарбниця ".
Не встановлено інформаційну дошку.

## Опис
Поблизу до будинку Кочубея на території парку садиби розташований флігель (будівля, що окремо стоїть) типу комора "Скарбниця ".
Флігель збудований наприкінці ХІХ — на початку ХХ століть у формі романтизму на території маєтку Кочубеїв у селі Тиниця. Назву остаточно не встановлено.
Кам'яний, оштукатурений, двоповерховий, квадратний у плані будинок, з чотирисхилим дахом та металевою покрівлею. Із західного боку в межах першого поверху розташована галерея з арками стрілчастої форми, а над нею дерев'яна надбудова — веранда. Західній аркаді відповідає декор першого поверху фасадів у вигляді арочних плоских ніш із профільованими імпостами (між нішами), над нішами — маленькі круглі ніші. В арочних нішах розташовуються прямокутні віконні отвори. Стіни другого поверху з прямокутними вікнами і без декору, крім південного фасаду, є напівциркульні ніші зі стрілчастими профільованими архівольтами. Усередині споруда перепланована.
Інтер'єр флігеля знищено пожежею 1917 року, а згодом і внаслідок ремонту 1967 року. У приміщенні розміщався шкільний спортзал . Будівля не використовується.

## Галерея

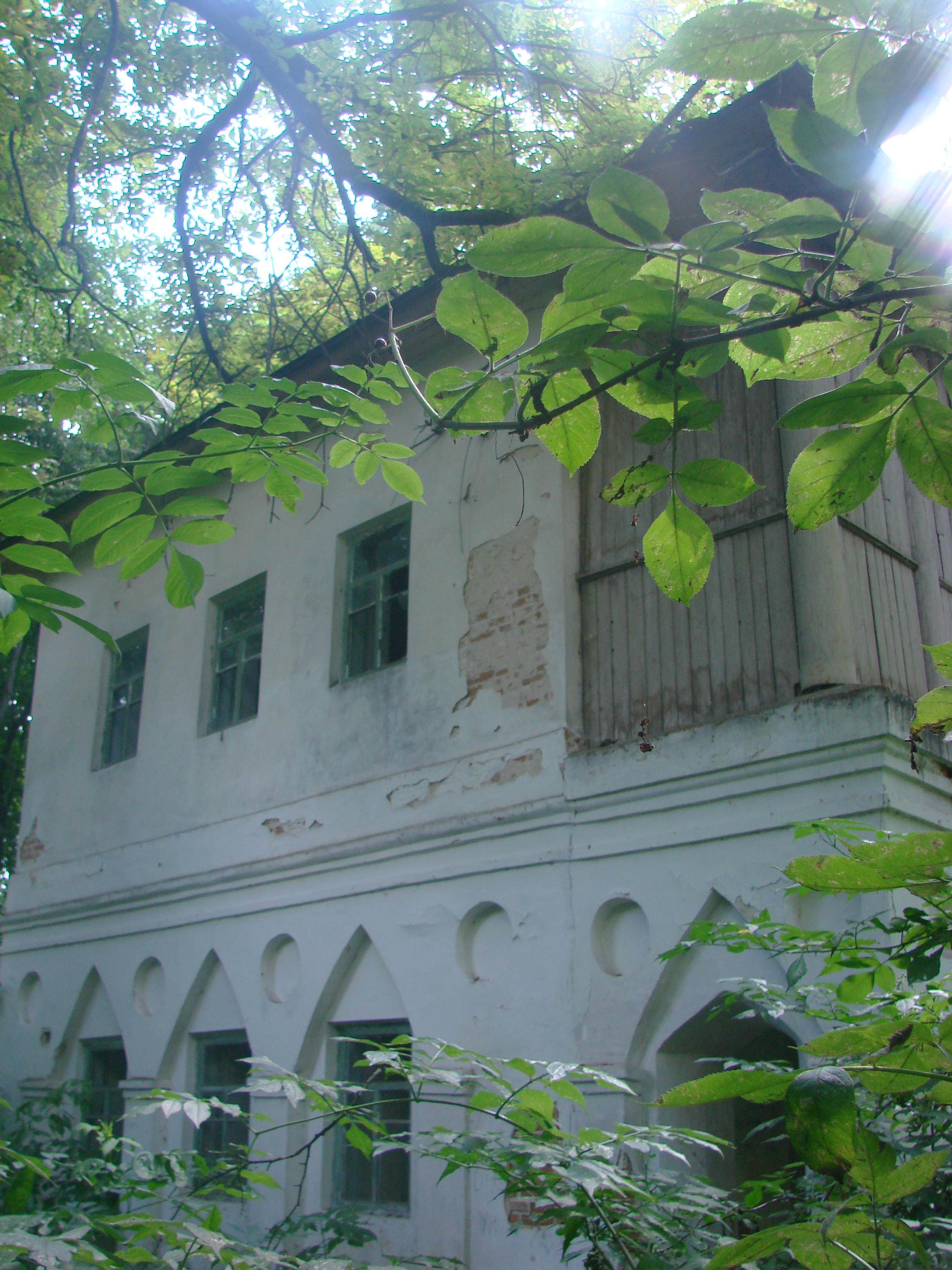
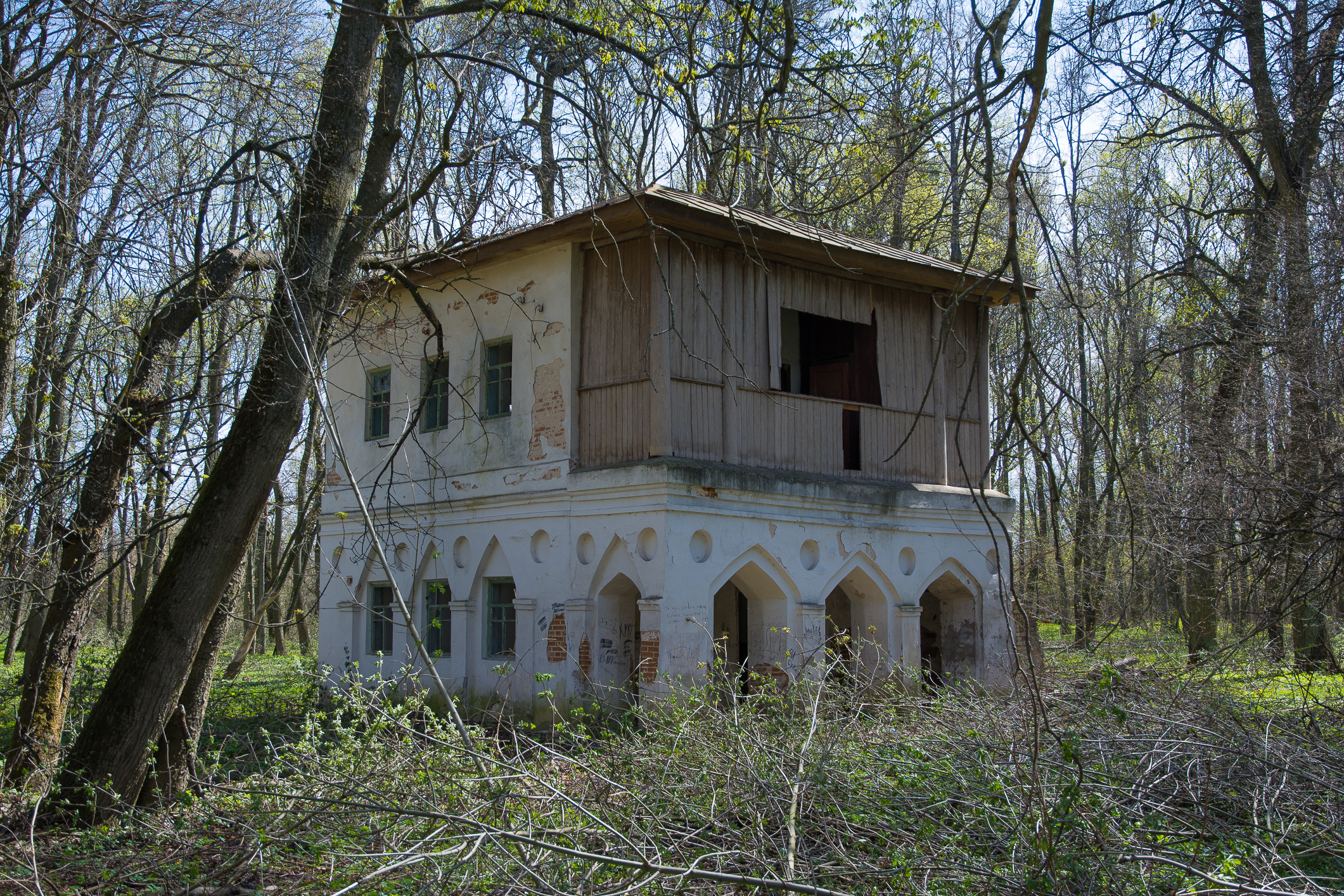
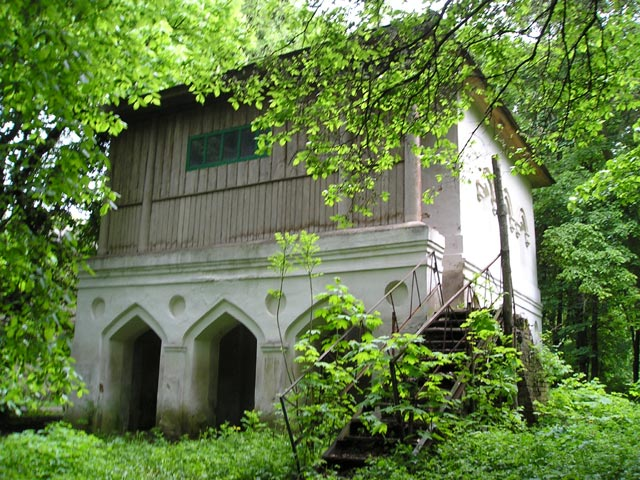